# Mions
Mions ist eine französische Gemeinde mit 13.716 Einwohnern (Stand: 1. Januar 2022) in der Métropole de Lyon in der Region Auvergne-Rhône-Alpes. Mions ist die bevölkerungsreichste Gemeinde im Kanton Saint-Symphorien-d’Ozon. Die Einwohner heißen Miolands.

## Geografie
Mions liegt etwa 15 Kilometer südöstlich von Lyon und wird umgeben von den Nachbargemeinden Saint-Priest im Norden, Toussieu im Osten,  Saint-Pierre-de-Chandieu im Südosten, Chaponnay im Südwesten und Corbas im Westen.

## Geschichte
Als Méons 1193 in den Büchern der Kirche zu Lyon erwähnt, war die Ortschaft im späten Mittelalter zwischen Dauphins und dem Grafen von Savoyen um 1350 getauscht worden. 
Die Gemeinde gehörte bis 1967 zum Département Isère, als sie zum heutigen Département Rhône wechselte.

## Gemeindepartnerschaft
Mions unterhält mit der Gemeinde Horní Počernice, Teil der Stadt Prag, Tschechische Republik, eine Partnerschaft. Außerdem seit 2022 noch eine weitere Städtepartnerschaft mit der bayerischen Stadt Helmbrechts in Oberfranken.

## Weblinks

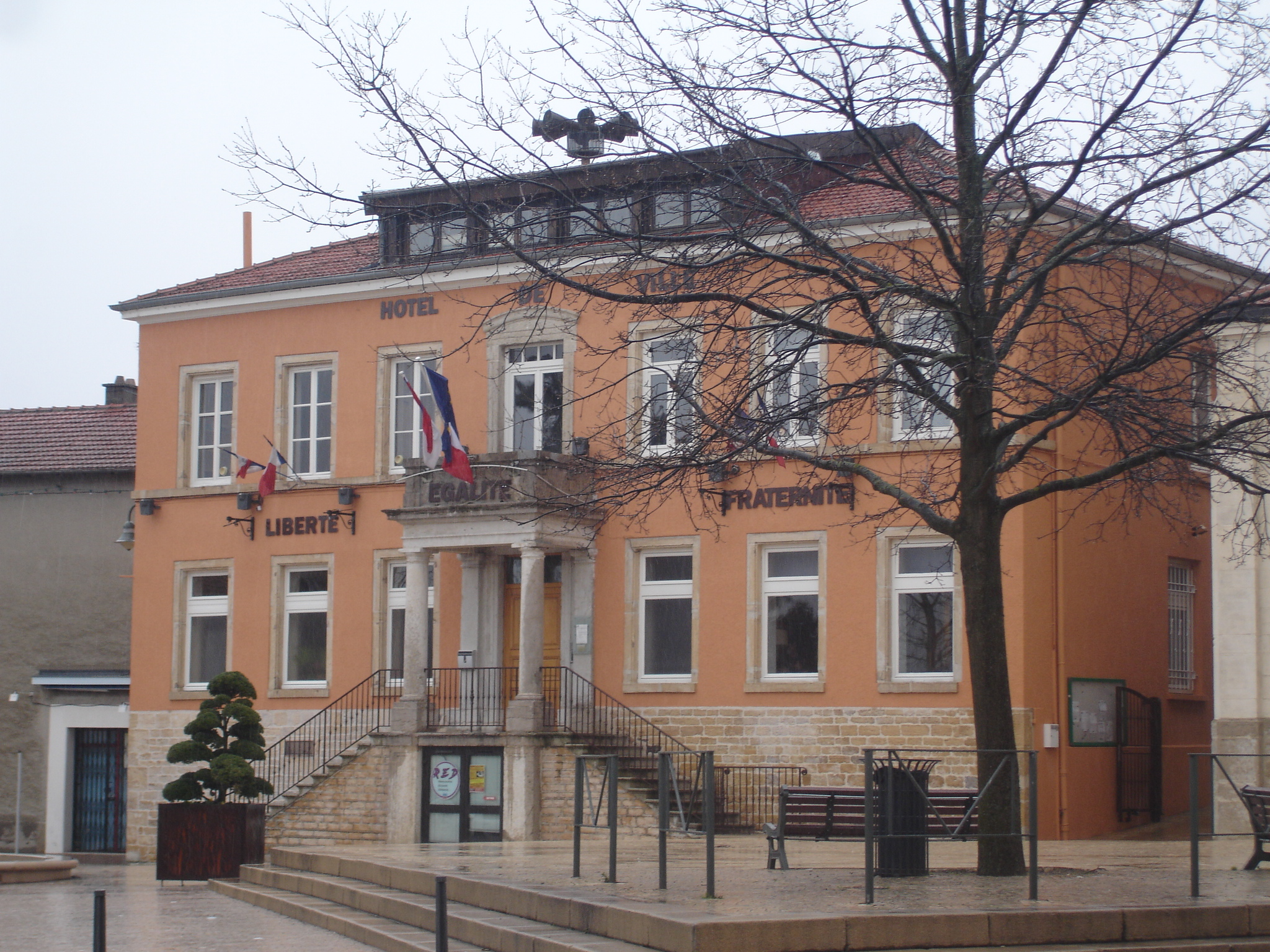
Mairie von Mions

## Sehenswürdigkeiten
- Château de Mions
- Madonnensäule
- Alte Seidenspinnerei (Magnanerie)
- Eishaus
- Maison des arts

## Persönlichkeiten
- Erwann Binet (* 1972), Politiker